# 巨文島

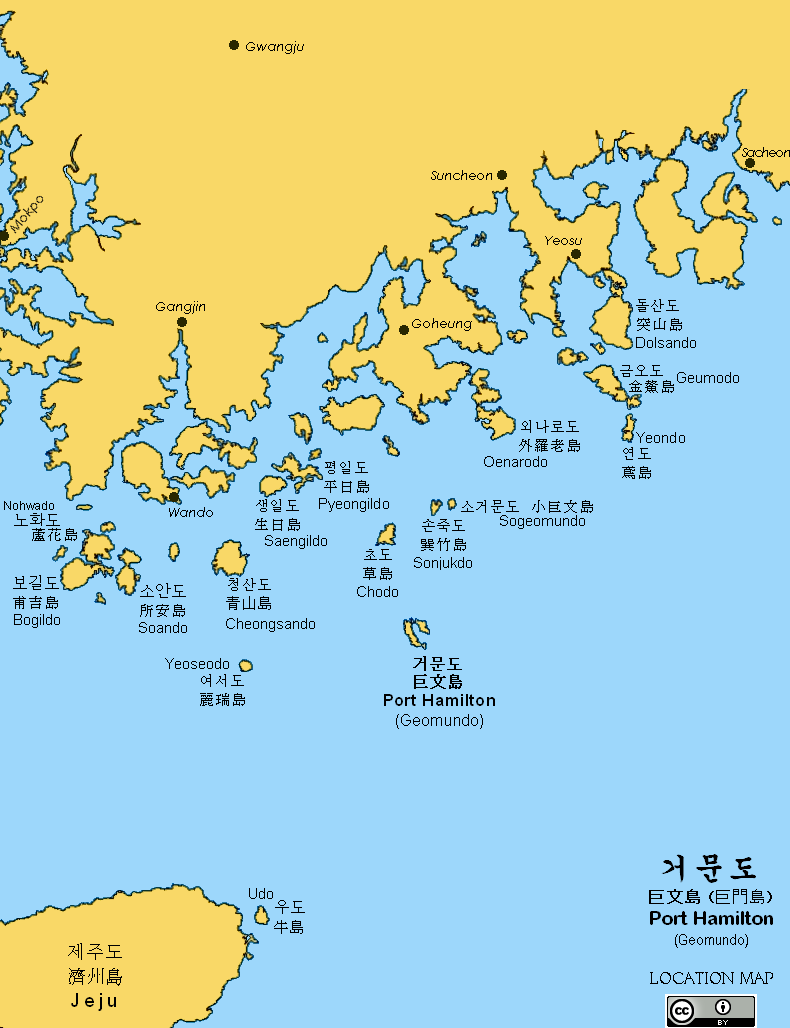
済州海峡における巨文島の位置

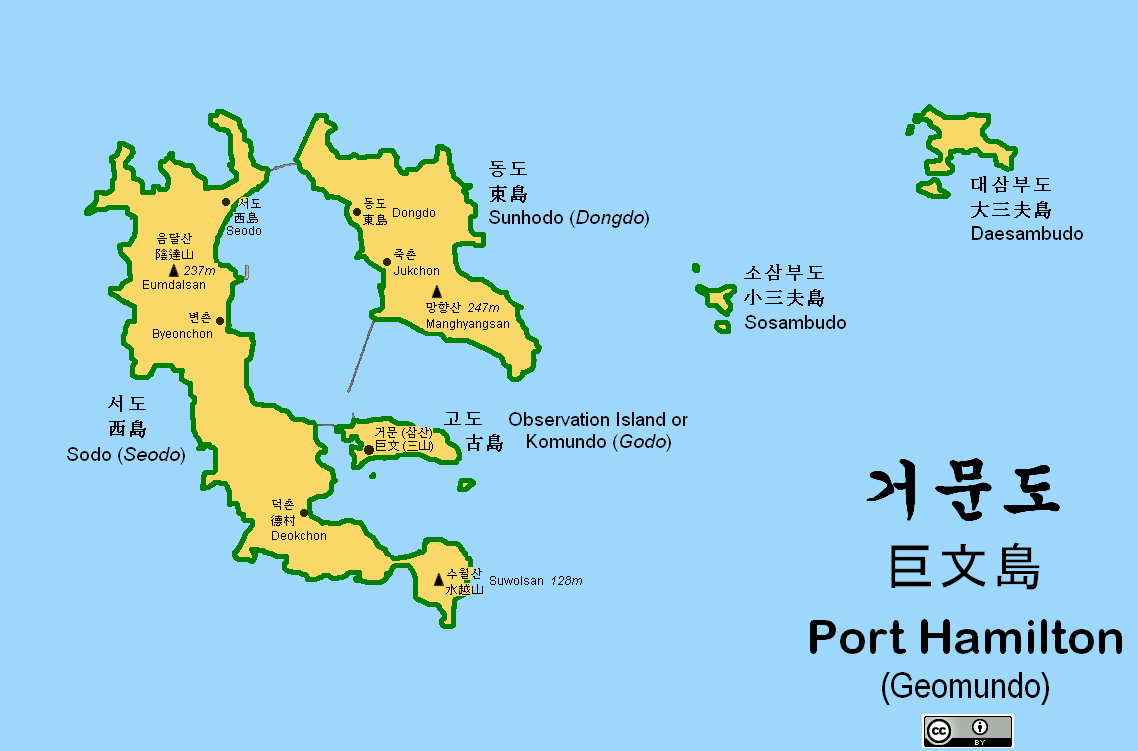
巨文島の地図

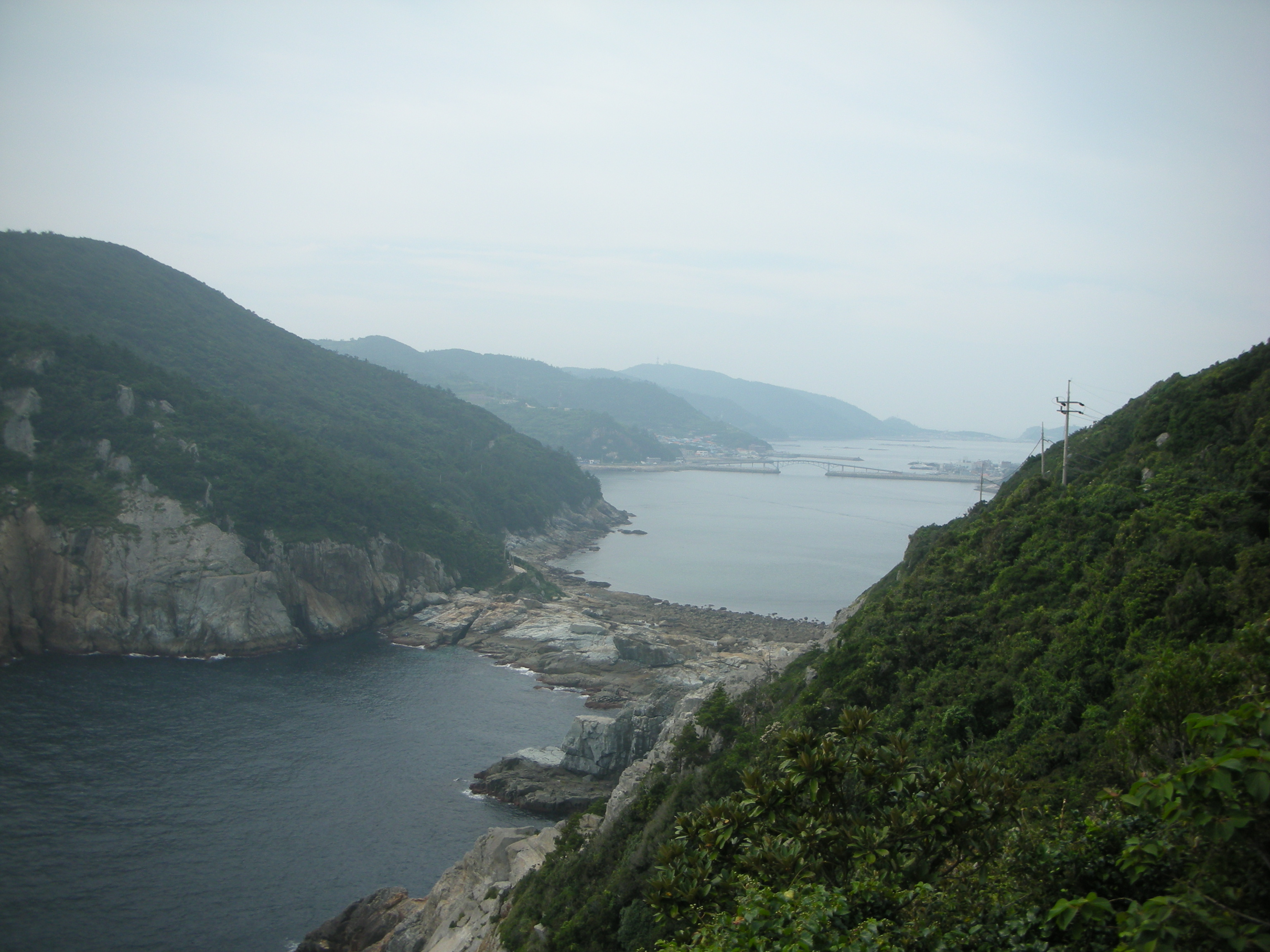
水越山から望む西島の全景

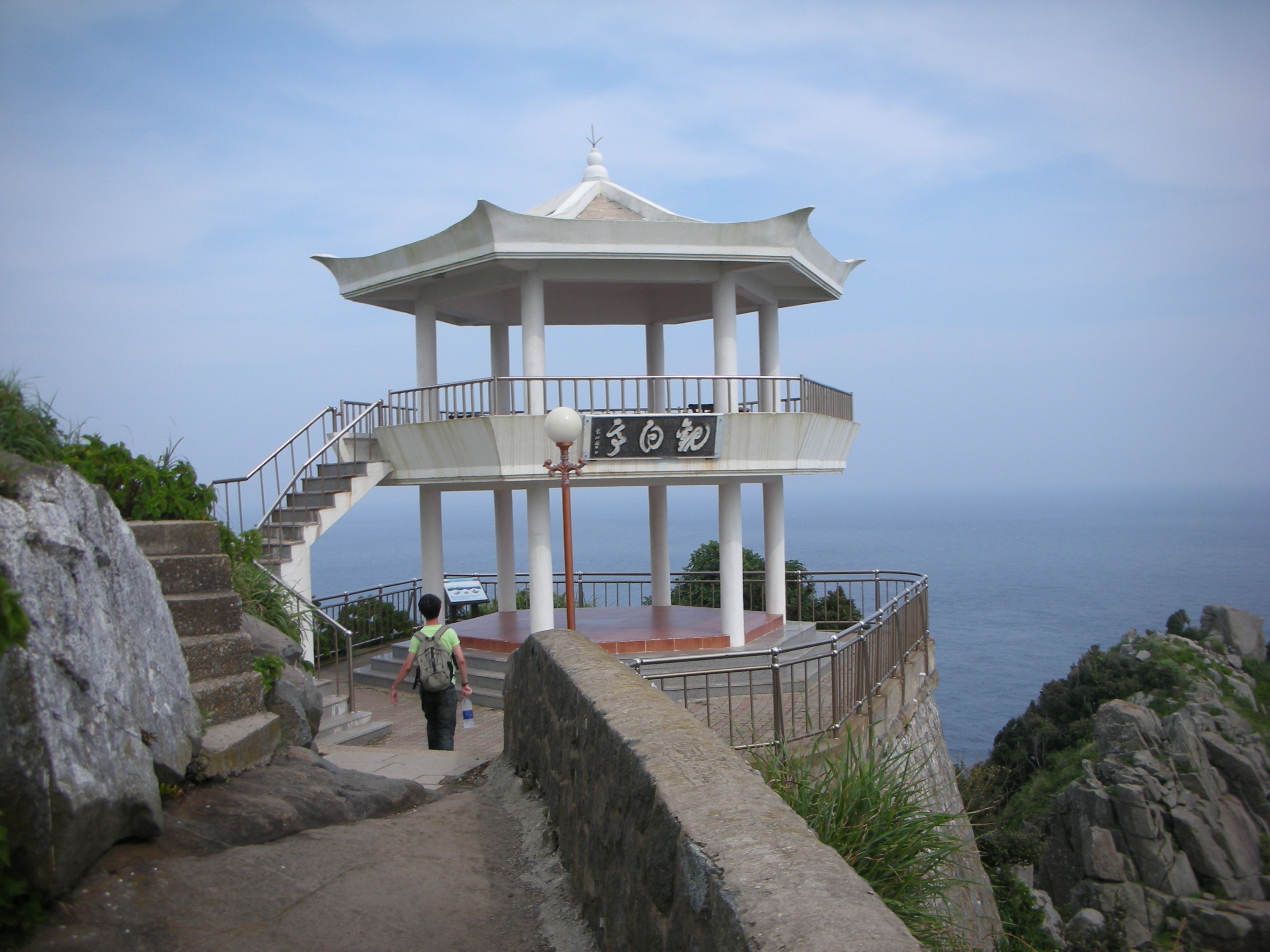
西島の最南端にある観白亭

巨文島（コムンとう）は朝鮮半島の南部沿岸沖、済州海峡にある小群島（北緯34度1分35秒 東経127度18分45秒 / 北緯34.02639度 東経127.31250度）。3つの主要な島があり、うち2つの大きい島である西島（ソド）と東島（トンド）は、中央に小さな島（古島、コド、英語: Observatory Island）を有する入り江を形成している。古島には1885年から1887年の間、イギリスの海軍基地が設置されていた。
丁汝昌が来島した際、筆談で情報交換を行った当地の儒者を「ここは大いなる文の島である」と褒め称えたことによって、巨文島という名が付いたという言い伝えがある。しかし、当時の外交文書や朝鮮王朝実録で、すでに「巨島」「巨文島」と言う語が用いられていることから、その存在は有り得ない。。
行政上、巨文島は全羅南道麗水市三山面の一部で、古島には三山面事務所がある。島々は多島海海上国立公園の一部でもある。

## 歴史
巨文島は1845年、イギリス軍艦サマラン号の艦長、エドワード・ベルチャー (Sir Edward Belcher) によって調査され、その後当時の海軍事務長官 W.A.B.ハミルトン大佐 (W. A. B. Hamilton) にちなんで、ポート・ハミルトンと命名された。
ロシア帝国のプチャーチン提督も、巨文島の戦略的重要性に注目した。日本と開国の交渉を行っている最中の1854年4月、彼はフリゲート艦パルラダ号を旗艦とする3隻の艦隊を率いて巨文島を訪れ、また住民を艦隊に招いて交際した。プチャーチンの秘書として航海に随行したイワン・ゴンチャロフが、この時の模様を巡航記に書き残しており、当時の巨文島の生活を伺うことのできる資料となっている。プチャーチンは11日間停泊した後に、対日交渉のために長崎へ向かった。1857年に再び巨文島を訪れ、住民より貯炭所を設置する許可を得たが、石炭の供給の遅れにより計画は放棄された。

### 巨文島事件
1885年4月、巨文島は海軍本部の命により、イギリス海軍の3隻の軍艦、エイジャックス級装甲艦アガメムノン (HMS Agamemnon)、en:Doterel-class sloopペガサス (HMS Pegasus)、砲艦ファイアブランド (HMS Firebrand) によって占領された。これはアフガニスタンでのパンジェ紛争(Panjdeh Incident) に直面して、ロシアの伸張の機先を制するためのものだった。当時、ロシアは朝鮮半島北東部の永興湾（現在の元山市付近）の軍港としての利用を模索しており、イギリスはこれに対抗する必要があった。イギリスは清国と日本に巨文島の占拠を通告し、住民を動員して兵舎や防御施設を建て、また上海との間に電信線を敷設した。
清国は当初、ロシアへの対抗策として、および朝鮮に対する自国の優先権を国際的に確認するために、イギリスによる巨文島占拠をある程度は認めるつもりだった。イギリスが巨文島を占拠したとき、イギリスは、朝鮮政府ではなく、イギリス駐在清国大使の曽紀沢に通告を行っており、そして曽紀沢は、朝鮮政府に連絡することもなく占領を了承しており、国土の変更ですら清国大使の裁量次第だった。しかし、朝鮮問題に発言力を持つ李鴻章の強い反対により態度を変え、イギリスに退去を求めるとともに、朝鮮政府の支援に転じた。朝鮮政府は現地調査のために、政府有司堂上・厳世永と外務協辦（外交顧問）を務めていたメレンドルフを派遣し、巨文島のイギリス海軍の指揮官や長崎に滞在していたイギリス東洋艦隊司令官と交渉を行ったが、決定的な対応を得ることはできなかった。
このようにイギリスは、巨文島を「第2の香港」とするべく既成事実化を進めたが、各国の反対は強硬だった。ロシア公使ヴェーバーは、ロシアがイギリスに対抗して朝鮮の適当な土地を占領することを公言し、積極的な反対運動を行った。アフガニスタンにおけるロシアの脅威が縮小した後、イギリスと清国の間で交渉が行われ、最終的にイギリス艦隊は巨文島の基地を放棄することを決めた。イギリス人は1887年2月27日に基地を破壊して立ち去ったが、その後も彼らは島を訪問し続けた。若い水兵をそこに埋葬することもあった。島々が日本の統治に入った1910年以後、訪問は頻繁ではなくなった。
島には10人の英国人水兵と海兵が埋葬されている。
- 1886年3月、銃の暴発事故で死んだアルバトロス号の乗組員、ウィリアム・J・マーレイ一等水兵とチャールズ・デール少年兵。
- 1903年に死んだアルビオン号の若い水兵、アレックス・ウッド上等兵曹。
- 他、7名のイギリス人水兵及び海兵。

なお、イギリスが巨文島を占拠したとき、イギリスは、朝鮮政府ではなく、イギリス駐在清国大使の曽紀沢に通告を行っており、そして曽紀沢は、朝鮮政府に連絡することもなく占領を了承しており、国土の変更ですら清国大使の裁量次第であり、李氏朝鮮の外交交渉は、朝鮮政府ではなく清国を通して行われており、朝鮮の国事人事までも、清国政府が決めていた（朝鮮政府がメレンドルフを外務協弁（補佐官)から解任するときは、清国の李鴻章の承認を得て行っており、その後任にアメリカ人のメリル（英語: Henry F. Merrill）を派遣したのも李鴻章である）。

### 日本統治時代
20世紀初頭、巨文島には山口県の網元が移住してイリコや塩サバの製造に取り組み、大きな経済的成功を収めた。これを嚆矢として、飽和状態にあった沿海漁業に見切りをつけた西日本各地の漁民が入植し、水産加工、鉄工・造船、娯楽、宿泊、公共施設などを設けて集落を形成していき、巨文島は東シナ海における重要な漁業基地となっていった。1942年（昭和17年）の調査によると、古島（巨文里）には内地人78戸（309人）・朝鮮人223戸（1092人）の計301戸（1401人）が居住していた。
第二次世界大戦の敗戦とともに、日本人は巨文島を去った。サンフランシスコ講和条約では「日本は済州島、巨文島及び鬱陵島を含む朝鮮に対する権利を放棄する」と巨文島が特記され、日本がこの島に対する主張を放棄した時には日本人の墓も撤去された。しかし、イギリス人の墓は今も残されている。